# Idiosoma planites
Espèce
Synonymes
- Aganippe planites Faulder, 1985

Idiosoma planites est une espèce d'araignées mygalomorphes de la famille des Idiopidae.

## Distribution
Cette espèce est endémique de Nouvelle-Galles du Sud en Australie.

## Description
La carapace du mâle holotype mesure 7,3 mm de long sur 7,0 mm et l'abdomen 7,7 mm de long sur 6,1 mm et la carapace de la femelle paratype mesure 10,0 mm de long sur 9,3 mm et l'abdomen 16,0 mm de long sur 11,5 mm.

## Publication originale
- Faulder, 1985 : Some species of Aganippe (Araneae: Ctenizidae) from eastern Australia. Proceedings of the Linnean Society of New South Wales, vol. 108, p. 83-96 (texte intégral).